# Организованная преступность в Израиле
Организованная преступность в Израиле (часто употребляется шаблонный термин «израильская мафия», ивр. פשע מאורגן בישראל‎) не носит мафиозно-иерархического характера и состоит из множества организованных преступных группировок, периодически создающих альянсы между собой или ведущих криминальные войны за сферы влияния или территории. Кроме группировок, состоящих преимущественно из местных евреев, существуют группировки арабов, армян и других этнических меньшинств. Основными сферами интересов группировок являются оборот наркотиков (в том числе экспорт экстази в США и Западную Европу), контроль подпольных игровых салонов, борделей, уличных сутенёров и пунктов обмена валюты, рэкет владельцев ресторанов, ночных клубов и транспортных компаний.
С января 2006 года правительство Израиля начало широкомасштабную кампанию по борьбе с организованной преступностью. По состоянию на 2009 год полиция Израиля выделяла шесть крупнейших преступных группировок, которые действовали по всей стране, и 11 группировок меньшего масштаба, которые действовали в определённых городах или городских районах. В число самых влиятельных преступных семей входили группировки Розенштейна (Тель-Авив), Абергиля или Аберджиля (Тель-Авив и Лод), Абутбуля (Нетания), Мульнера (Тель-Авив), Ширази (Нетания) и Думрани или Домрани (Ашкелон). Абергили состояли в альянсе с группировкой братьев Альперонов, против которых выступали Абутбуль, Мульнер и Розенштейн.

## История
Организованная преступность в Израиле развивалась начиная с возникновения государства в 1948 году. Она попала в фокус общественного внимания начиная с 1960-х годов как серьёзная социальная проблема, которая была, в частности, связана с грабежами, кражами, а также — целой индустрией по реализации краденого имущества и контрабанде тех видов товаров, которые облагались высокими налогами. Как правило, заправилами этого бизнеса становились рождённые в Израиле потомки иммигрантов из мусульманских стран.
В апреле—июне 1971 года израильская газета «Гаарец» опубликовала серию статей о способах функционирования и традициях израильских организованных группировок. Основой этих публикаций стали данные, полученные из полицейских источников, а для сопоставления была избрана модель функционирования итальяно-американской мафии. Среди её организационных свойств выделялось наличие местного «крёстного отца», который контролировал крышевание и рэкет, транспортировку товаров, а также принудительное разрешение споров и конфликтов в криминальной среде. По аналогии с принципами «омерты», нарушение неписаных правил израильского криминального мира могло быть наказано убийством «виновного». Убийство могло также последовать в качестве наказания за непослушание своему лидеру или вступление в несанкционированный контакт с конкурирующими группировками или полицией. Результатом соперничества между преступными сообществами за обладание теневыми рынками часто становились всплески насилия. Кроме этого, были обнаружены следы коррупционных связей (см. коррупция в Израиле) между израильским криминалом и местными политиками, чиновниками и лицензирующими органами.
В августе 1972 года газета «Гаарец» обнародовала ещё одну серию отчётов, которые были посвящены развитию сети транспортировки наркотиков (как правило, гашиша и героина) из Турции, Европы и Дальнего Востока. В то же самое время отмечался рост преступности, связанной с потреблением наркотических веществ (в основном краж), распространение рэкета и насилия. В последующих публикациях были идентифицированы лидеры некоторых преступных формирований и их сферы деятельности.
В ходе этой работы сознательно не уделялось внимания выработке ясного определения понятия «организованная преступность» для того, чтобы избежать споров на эту тему. Однако были выделены основные признаки этого явления, такие как рациональность, организованность, систематическое насилие, коррупционность и стремление к монополизации теневых рынков.
Другим важным аспектом организованной преступности в Израиле стала её связанность с зарубежным и международным криминалитетом (в основном европейского происхождения). Израильские преступники, которые покидали свою родину, часто формировали преступные сообщества за пределами Израиля для организации наркоторговли, вымогательства, проституции и игорного бизнеса. Например, в марте 2009 года в Тель-Авиве был раскрыт организованный преступный синдикат, который занимался нелегальной торговлей людьми. За два года эта сеть перевезла более 2000 женщин из Белоруссии, Молдавии, Украины и ряда других государств. Большинство жертв принуждали заниматься проституцией в Израиле и на Кипре посредством угроз и насилия. Несколько позже их также заставляли работать в сфере коммерческого секса в Бельгии и Великобритании.

## Крупнейшие группировки

### Группировка Розенштейна

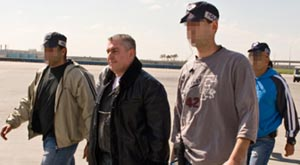
Зеэв Розенштейн

Зеэв Розенштейн, родившийся в семье выходцев из Румынии, с начала 1990-х годов считался полицией самым влиятельным криминальным авторитетом Израиля. Специализацией его группировки являлся международный наркотрафик, за что Розенштейн неоднократно сидел в израильских тюрьмах. В июне 2003 года преступники взорвали бомбу у входа в одно из туристических агентств Тель-Авива. Розенштейн уцелел, но несколько прохожих получили ранения. В декабре 2003 года в результате очередного покушения на Розенштейна в Тель-Авиве погибли трое случайных прохожих. В пункте обмена валюты, в который зашёл Розенштейн, взорвалась бомба, в результате чего криминальный авторитет и ещё 37 человек получили ранения.
После череды покушений Розенштейн уехал в Италию, но вскоре был вынужден вернуться, когда узнал, что конкуренты готовили покушение на шестерых его детей, оставшихся в Тель-Авиве. В ноябре 2004 года Розенштейн был арестован сотрудниками тель-авивской полиции по запросу полиции Лос-Анджелеса, а в апреле 2005 года власти Израиля решили выдать Розенштейна США, где тот обвинялся в организации подпольной сети по распространению около 700 тысяч таблеток экстази. В марте 2006 года по запросу американского Управления по борьбе с наркотиками Розенштейна выдали Соединенным Штатам, где приговорили к 12 годам лишения свободы за контрабанду наркотиков. В марте 2007 года в Холоне был убит кузен Розенштейна Илан Хен-Ханания. В июне 2007 года в рамках сделки с обвинением мировой суд Тель-Авива признал Зеэва Розенштейна виновным в подготовке покушения на братьев Нисима и Яакова Альперонов. Розенштейн признался, что в 2001 году он вместе с тремя сообщниками планировал убийство Альперонов, опасаясь, что они организуют покушение на его жизнь.
В мае 2015 года полиция провела масштабную операцию против организованной преступности, задержав около пятидесяти активных членов конкурирующих преступных группировок Израиля. Главной целью операции было пресечь многолетнюю войну «королей» преступного мира страны Зеэва Розенштейна, Ицхака Абергиля и Йоси Мусали (около двадцати арестованных подозревались в причастности к попыткам убийства Розенштейна).

### Группировка Абергиля

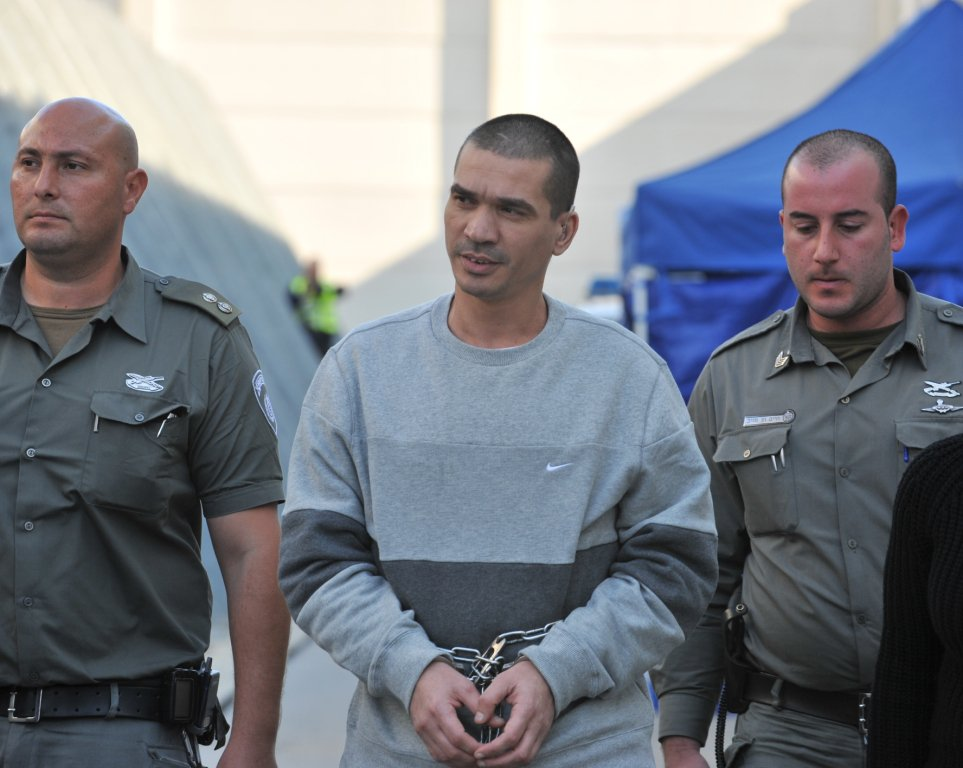
Ицхак Абергиль

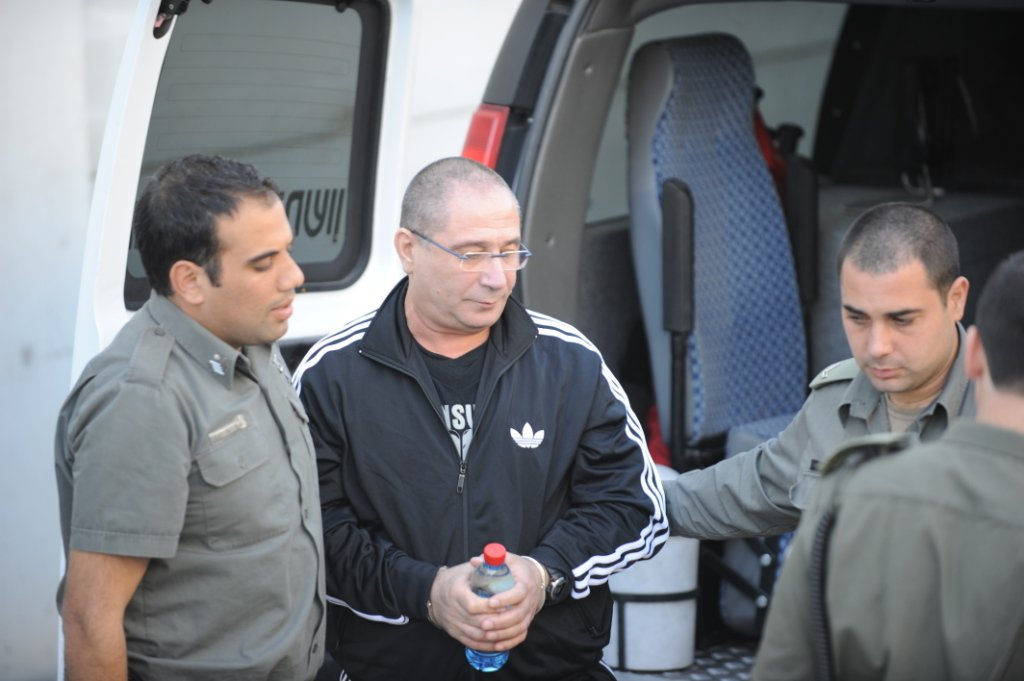
Меир Абергиль

Братья Ицхак и Меир Абергиль (Аберджиль или Абарджиль) по состоянию на 2005 год возглавляли самый могущественный преступный синдикат Израиля, который специализировался на торговле наркотиками, оружием, рэкете, вымогательстве и контроле казино. В июле 2008 года во время покушения на криминальных авторитетов, которые под крылом группировки Абергиля контролировали мелкий бизнес по утилизации отходов, на пляже в Бат-Яме была убита случайная отдыхающая. В августе 2008 года братья Абергиль и трое их подручных были арестованы по запросу властей США (Ицхак подозревался в причастности к убийству в Штатах наркокурьера).
В мае 2015 года в ходе полицейской спецоперации были арестованы Ицхак Абергиль и его подручный Ави Рухан, которых правоохранители подозревали в убийстве криминального авторитета Михи Бен Харуша, исчезнувшего в 2005 году.

### Группировка Мусали
Группировка Йоси Мусали зародилась в одном из самых криминальных районов страны — в квартале Кфар-Шалем Южного Тель-Авива. Изначально она контролировала подпольные казино и промышляла выбиванием долгов, но, окрепнув, решила внедриться в наркобизнес. Получив жёсткий отпор со стороны синдиката Розенштейна, группировка Мусали начала войну с бандой авторитета Иехезкеля Аслана. После кровавой расправы над конкурентом, Мусали установил контроль над кварталом Ха-Тиква, открыл там ресторан и даже пытался войти в число совладельцев частного банка. Благодаря внедрённым в группировку агентам полиция арестовала Мусали, предъявив ему обвинения в убийствах, покушениях на убийство, преступном сговоре и рэкете.

### Группировка Абутбуля
Группировка братьев Аси, Адама и Франсуа Абутбулей промышляла рэкетом, похищениями людей, поджогами и выбиванием долгов, а также контролировала рестораны, клубы и плавучие казино, курсировавшие у побережья Красного моря. В 2002 году в Праге в результате криминальных разборок был убит авторитет Феликс Абутбуль, дядя Аси и его братьев. В мае 2007 года Аси Абутбуль и шесть его подручных были арестованы полицией по обвинению в руководстве преступным синдикатом и причастности к заказным убийствам. Адам Абутбуль был арестован за попытку убийства родственника главного свидетеля, который давал показания по делу об убийстве Ранана Леви. В сентябре 2007 года в Нетании киллеры ранили двух подручных Аси Абутбуля. В июне 2008 года в результате взрыва автомобиля в Тель-Авиве погиб известный уголовный адвокат Йорам Хахам, представлявший интересы Аси Абутбуля.
В сентябре 2008 года в промышленной зоне города Нетания киллеры открыли огонь, в результате которого ранения получили криминальный авторитет Чарли Абутбуль, финансовый директор группировки и брат ранее убитого Феликса Абутбуля, и трое случайных прохожих. Стрельба велась неподалеку от ресторана «Бат а-Икар», принадлежащего Аси Абутбулю. По одной из версий, покушение на Чарли Абутбуля организовала группировка Абергиля. В том же сентябре у дома Авива Абутбуля были найдены оружие и граната, после чего он был помещён под домашний арест.
В мае 2015 года Аси Абутбуль, отбывающий 13-летнее заключение, и пятеро его сообщников были арестованы по обвинению в двух убийствах и в двух покушениях на убийство.

### Группировка Мульнера
Группировка Амира Мульнера промышляла ввозом кокаина из Латинской Америки, рэкетом, выбивание долгов и заказными убийствами, многие её члены ранее прошли спецподготовку в армии. В январе 2006 года Мульнер и два его телохранителя получили ножевые ранения во время драки в фойе отеля «Даниэль» в Герцлии, которая вспыхнула после встречи Мульнера с другим криминальным авторитетом Яаковом Альпероном. В феврале 2006 года в районе арабского городка Бака Эль-Гарбия пограничники задержали автомобиль, в котором Мульнер и трое его подручных перевозили компоненты взрывного устройства (Мульнер имел тесные связи с местной группировкой Караджа).
В ноябре 2006 года Мульнер вновь был арестован, на этот раз за вымогательство денег у должника в Азоре. В ноябре 2008 года на одной из квартир в Рамат-Гане полиция арестовала Мульнера и нескольких его боевиков. В момент задержания в квартире было обнаружено несколько единиц огнестрельного оружия, в том числе пистолеты с глушителями. В октябре 2009 года полиция была вынуждена отпустить Мульнера, который находился под стражей по обвинению в хранении незаконного оружия и заговоре с целью совершения преступления. Вскоре Мульнер выехал за рубеж, а в декабре 2013 года полиция за незаконное ношение и хранение оружия арестовала 11 членов его группировки.

### Группировка Ширази
Группировка Рико Ширази, который в молодости отбывал срок за соучастие в убийстве, базировалась в Нетании и промышляла рэкетом, вымогательствами, игорным бизнесом и мошенничеством в сфере недвижимости. В августе 2007 года полиция арестовала 10 членов группировки Ширази, которые подозревались в отмывании денег, вымогательстве, захвате имущества должников, организации незаконных азартных игр, использовании подставных счетов и других правонарушениях.

### Группировка Думрани
Базировавшаяся в Ашкелоне группировка Шалома Думрани (Домрани) контролировала Южный Израиль, промышляя рэкетом и грабежами. В октябре 2013 года в Ашкелоне был взорван автомобиль, в котором находились двое приближенных Думрани. Один из них, отвечавший в группировке за подпольный игорный бизнес, погиб, а второй получил тяжёлые ранения. На следующий день полиция, опасавшаяся начала криминальной войны, арестовала восемь членов группировки Думрани. В начале 2015 года Шалом Думрани вышел из тюрьмы и предпринял попытку восстановить свою группировку, усилив влияние на криминальные структуры Южного Израиля. В мае 2015 года по подозрению в попытке взлома дома бизнесмена из Ашкелона были задержаны шестеро членов группировки Думрани.

### Группировка Альперона
Группировка братьев Яакова, Нисима, Залмана, Мусы и Арье Альперонов (также в верхушку клана входил сын Яакова Дрор Альперон) промышляла в Тель-Авиве и окрестностях рэкетом, вымогательствами, кражами и операциями с недвижимостью. В мае 2003 года Альперон был арестован по подозрению в вымогательстве и угрозах, вскоре осужден на 10 месяцев тюрьмы, а в январе 2006 года развязал войну с группировкой Амира Мульнера. В мае 2006 года в Рамат-Гане была взорвана автомойка, принадлежавшая Нисиму Альперону. В августе 2008 года был задержан Залман Альперон, на ферме которого возле городка Гиват-Шмуэль полиция обнаружила краденные вещи и военную амуницию. В октябре 2008 года в одном из торговых центров Тверии за ношение холодного оружия был задержан Яаков Альперон. В ноябре 2008 года в результате взрыва автомобиля в Тель-Авиве сидевший за рулём Яаков Альперон погиб.

### Группировка Исакова
Группировка криминального авторитета Шуми Исакова объединяла выходцев из Грузии и Северного Кавказа, которые промышляли в Хайфском округе рэкетом, грабежами и убийствами. В январе 2010 года Шуми Исаков был арестован в Кирьят-Бялике по подозрению в нападении и нанесении жертве ножевых ранений. В 2011 году Шуми Исаков и его брат Шалом пережили покушение на территории Кирьят-Бялика, где киллеры открыли по ним огонь на оживленной улице возле торгового центра. Тогда братья получили ранения средней тяжести. В 2021 году группировка Исакова вела войну с бандой Михаэля Мора из соседней Нагарии. В октябре 2021 года сын Мора Ави и сопровождавший его уголовник Элиор Шараби получили тяжелые ранения при взрыве заминированного автомобиля. 30 октября 2021 года Шуми Исаков и его 20-летний сын Пээр были расстреляны неизвестными в припаркованном автомобиле в Кирьят-Моцкине.

### Группировка Бар-Мухи
В начале 2009 года был арестован главарь крупной иерусалимской группировки Ицик Бар-Муха.

### Группировка Цацуашвили
Группировка Йосефа (Сосо) Цацуашвили промышляла рэкетом русскоязычных израильтян в Нетании и А-Шароне, бригада его сына Наума Шнайдермана — в Тель-Авиве, а бригада отца Йосефа — на юге Израиля. В октябре 2007 года Йосеф Цацуашвили и его пособник Александр Янкелевич были арестованы (ранее был осуждён Наум Шнайдерман).

### Группировка Хамеда
В мае 2003 года были арестованы 23 члена преступной группировки из Назарета, которые путём угроз, насилия и убийств взяли под свой контроль практически все сферы криминального бизнеса — от подпольных казино и публичных домов до торговли оружием и наркотиками. Ядро группировки составляли члены семьи Хамед.

### Тюремные группировки
Тюремные группировки Израиля формируются по этническому, религиозному и земляческому признакам. Крупнейшими группировками являются общины израильских арабов (сунниты, в том числе бедуины, и христиане), палестинцев, друзов, религиозных евреев и светских евреев (последние делятся на сефардов, бухарских евреев, грузинских евреев, горских евреев и «русских евреев»), а также нелегальных мигрантов из стран Юго-Восточной и Южной Азии, Восточной Европы, Северной Африки и Ближнего Востока. Конфликты враждующих группировок за контроль над тюремными блоками периодически выливаются в вооруженные столкновения.

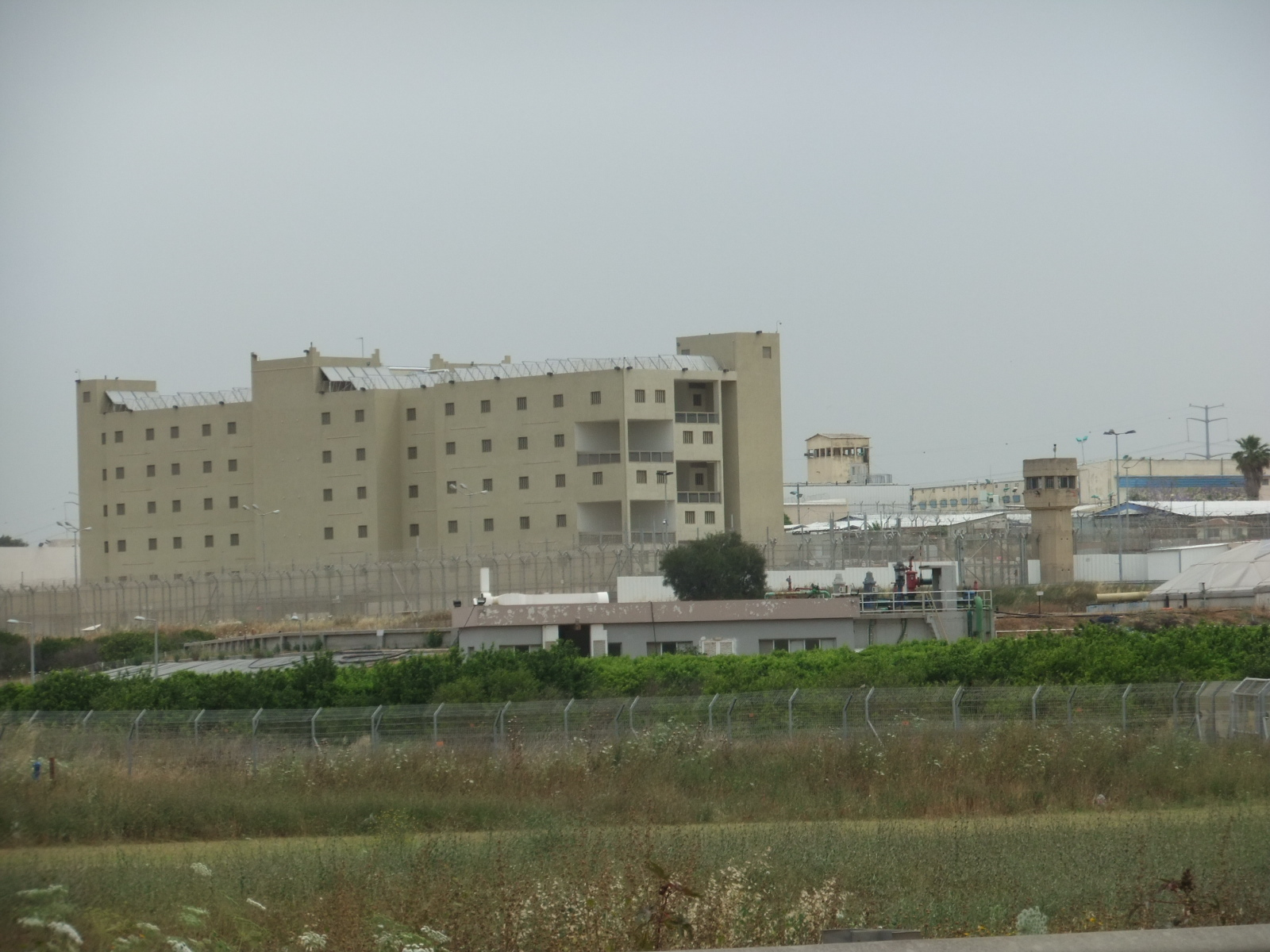
Хадарим
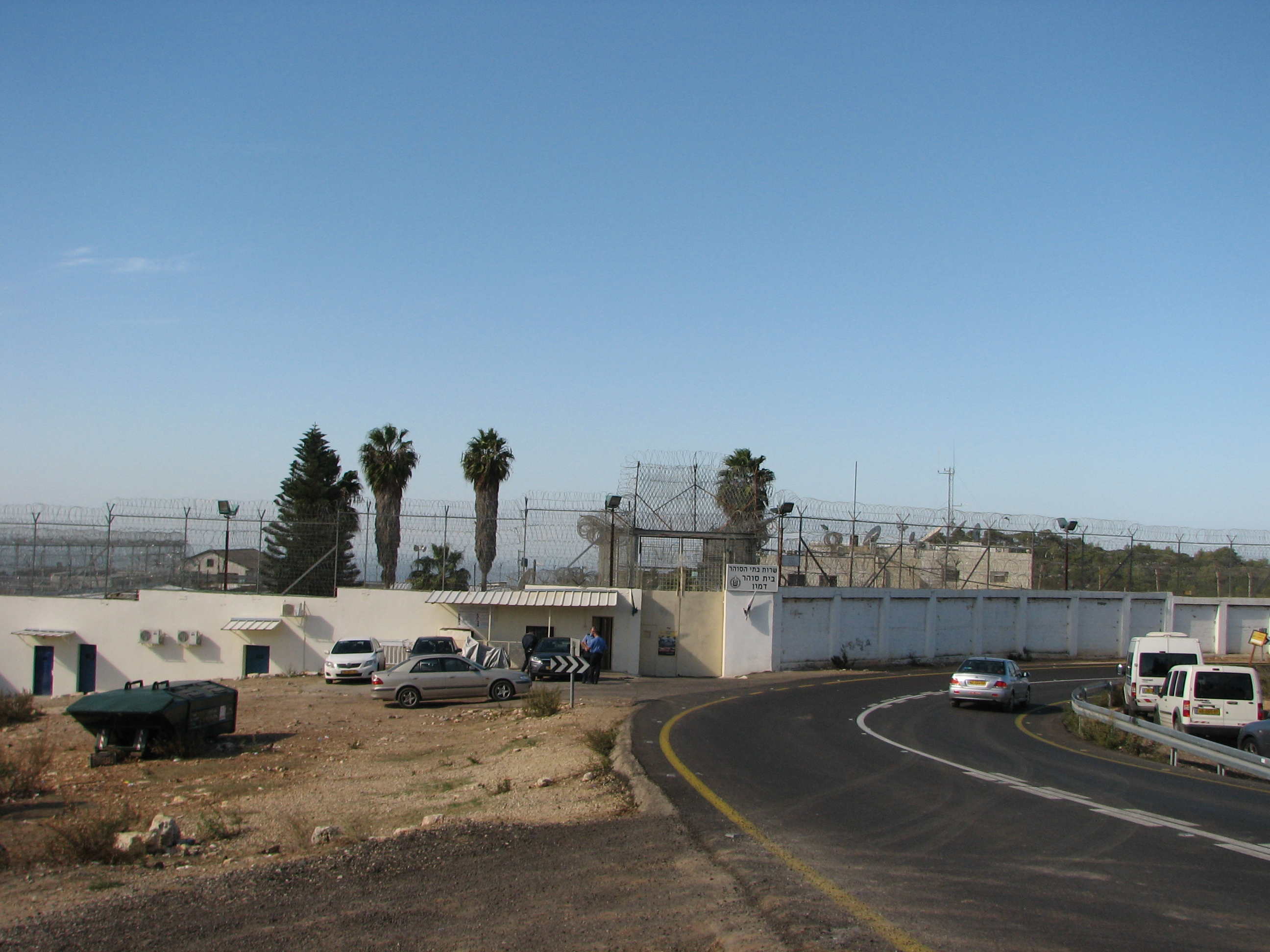
Дамон
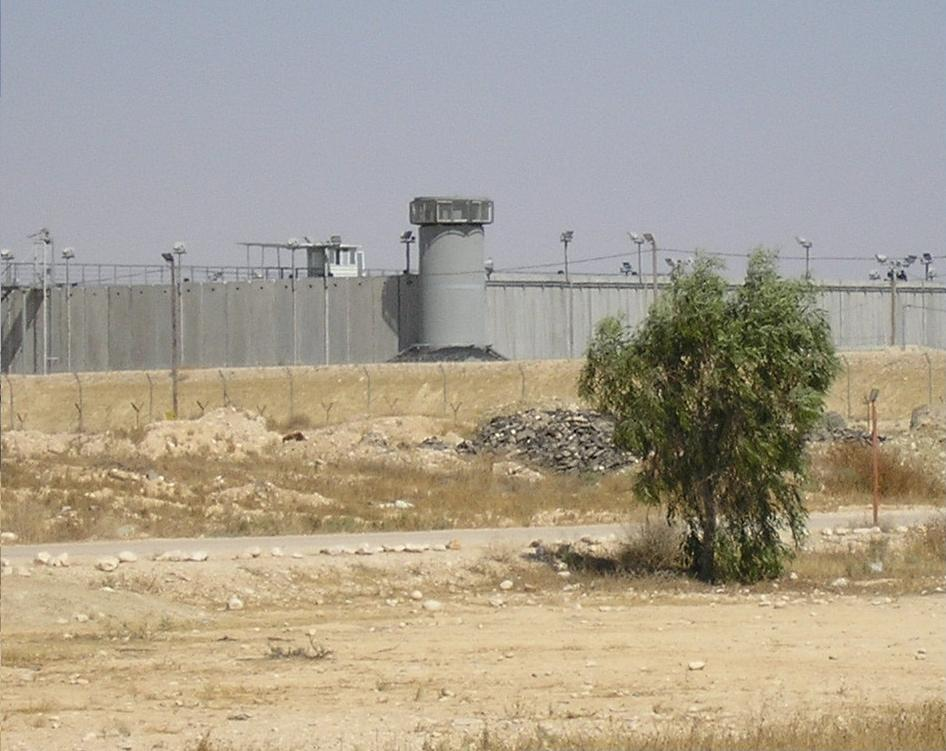
Кциот
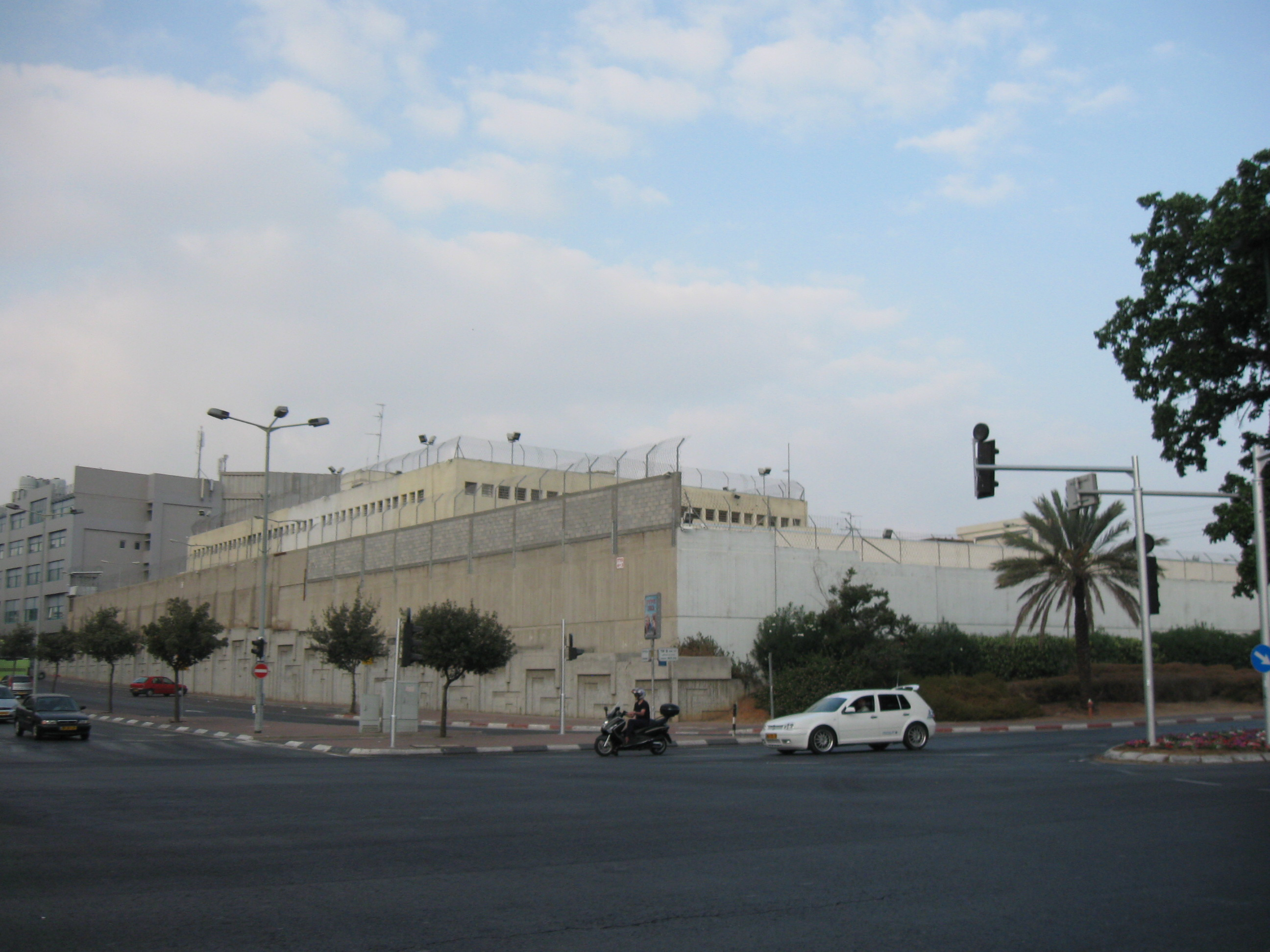
Абу-Кабир
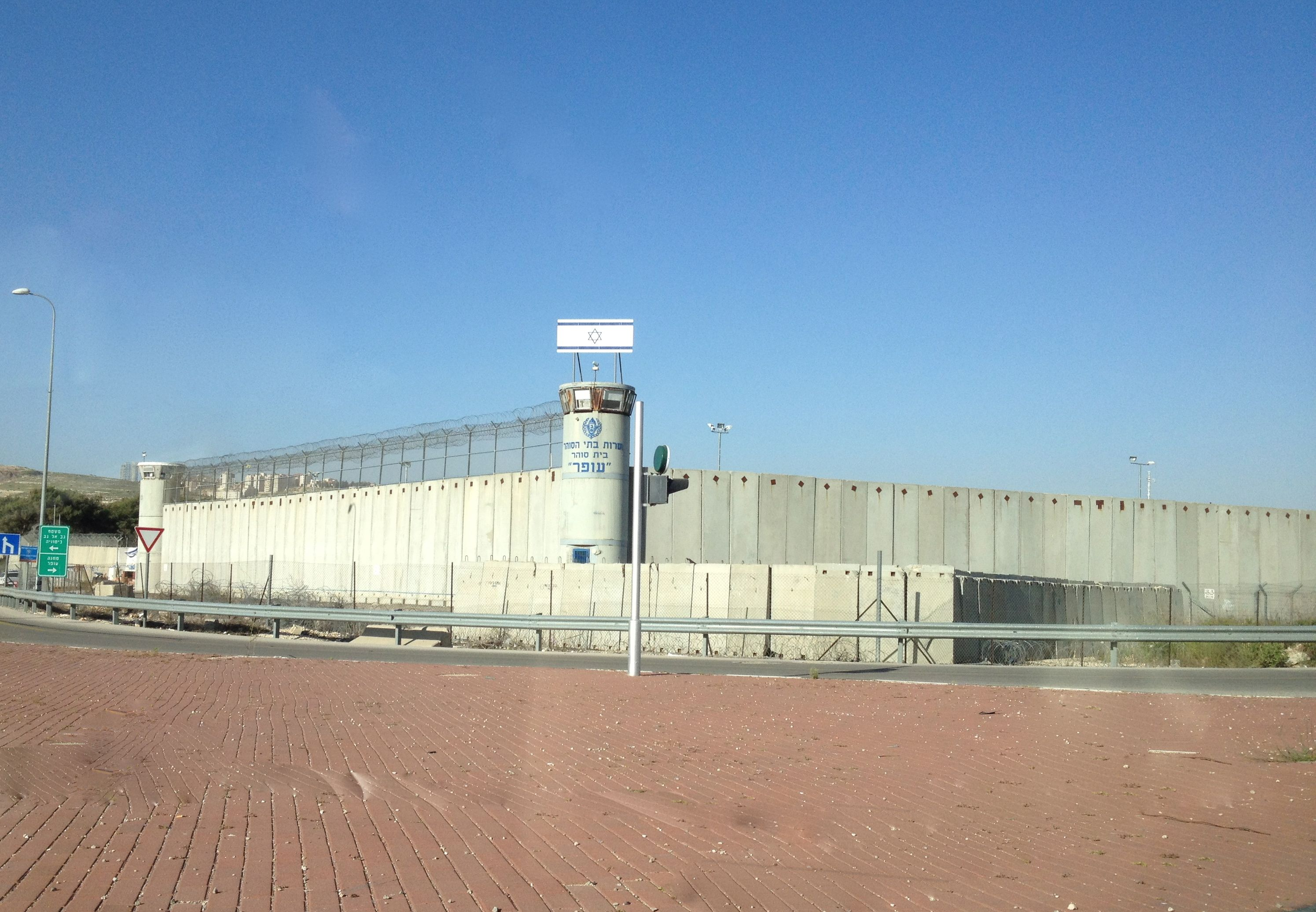
Офер
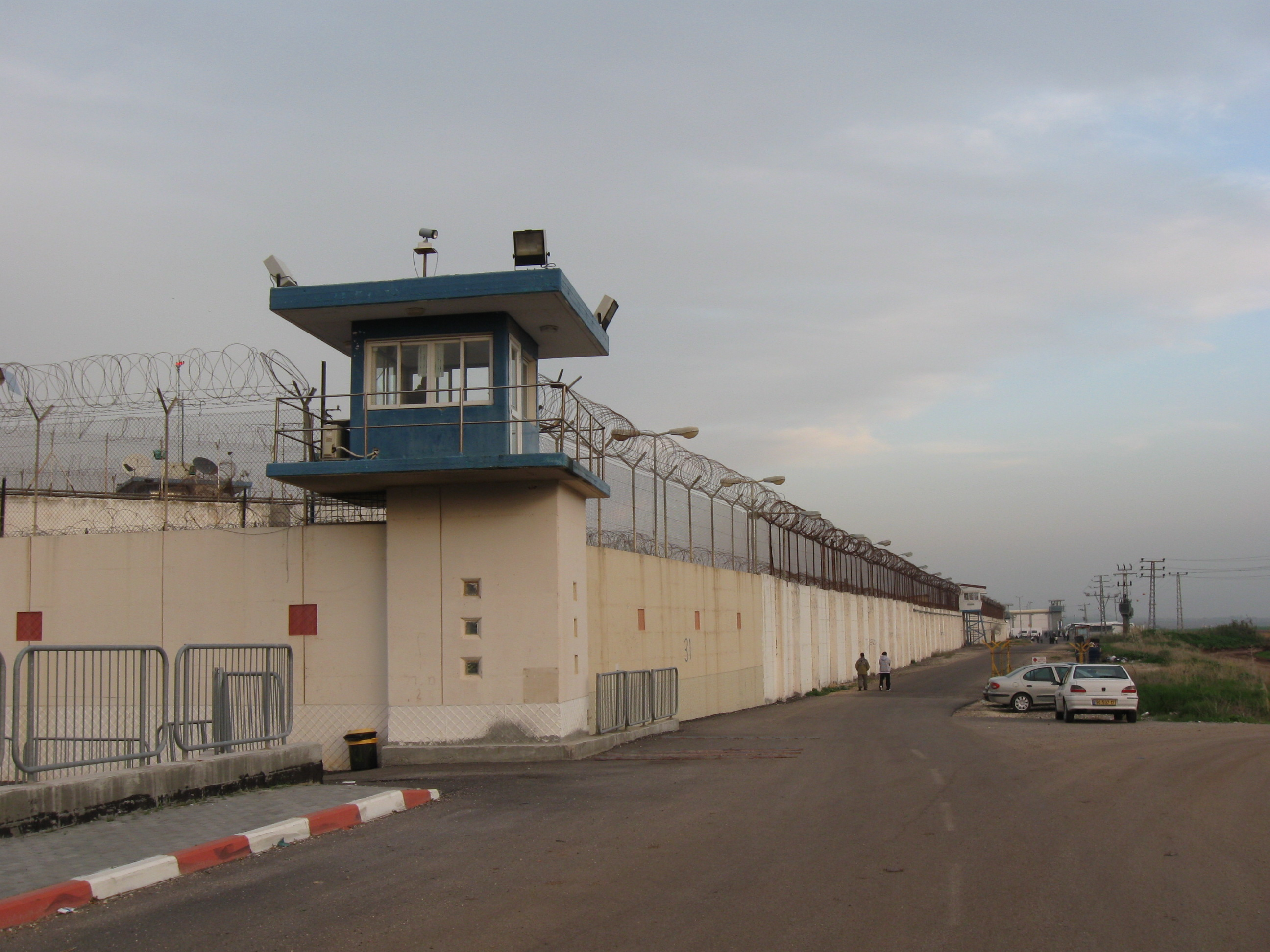
Шита
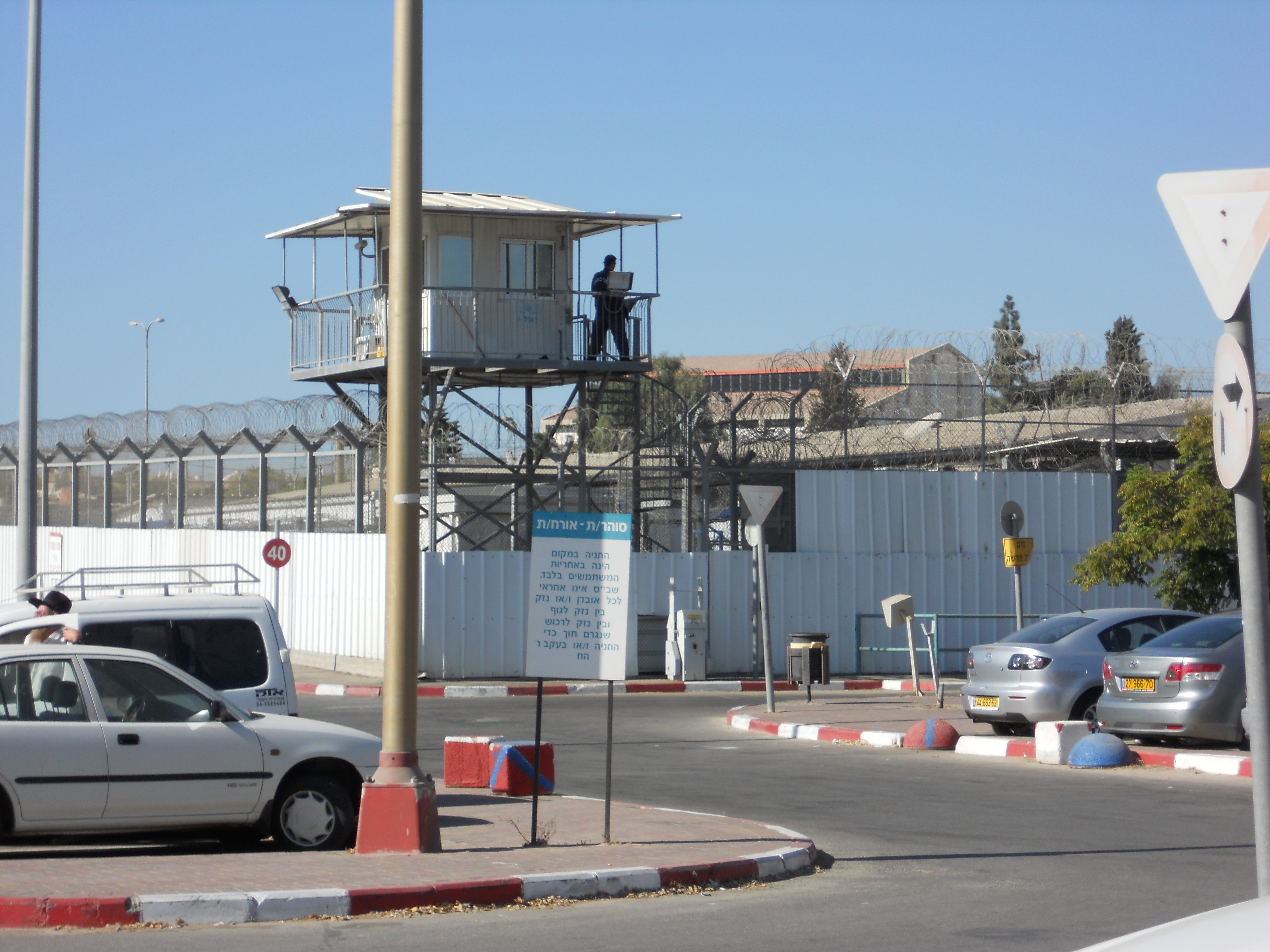
Аялон